# Ronny Hodel
Ronny Hodel (* 27. Oktober 1982 in Horw, Luzern) ist ein ehemaliger Schweizer Fussballspieler.

## Karriere

### Vereine
Seine Karriere begann er beim FC Luzern in der höchsten Liga der Schweiz, von wo aus er zum BSC Young Boys wechselte. Er stand von 2007 bis 2009 beim FC Basel unter Vertrag. In der Saison 2009/10 stand Ronny Hodel für ein halbes Jahr beim FK Ventspils in Lettland unter Vertrag, in der Rückrunde schloss er sich dem Schweizer 1.-Liga-Club SC Cham an, wo er Ende 2010 aufgrund anhaltender Kniebeschwerden seine Karriere beendete.

### Nationalmannschaft
Hodel absolvierte diverse Juniorenländerspiele für die U-21 der Schweiz.

## Titel und Erfolge
FC Basel
- Schweizer Meister: 2008
- Schweizer Cupsieger: 2008